# Thorleif Haug
Thorleif Haug (28. září 1894, Lier – 12. prosince 1934, Drammen) byl norský lyžař, závodník v běhu na lyžích, v severské kombinaci a ve skoku na lyžích. Na 1. zimních olympijských hrách 1924 v Chamonix získal tři zlaté medaile v bězích na 18 a 50 km a v severské kombinaci (dříve závod sdružený). Navíc byl na těchto hrách čtvrtý ve skoku na lyžích.

## Životopis
Thorleif Haug se narodil v norském Lieru 28. září 1894. V roce 1901 se s rodiči přestěhoval do obce Årkvisla, kde si otec pořídil truhlářskou dílnu. Právě otec také vyrobil malému Thorleifovi první lyže, na nichž se syn pokoušel skákat.
Haug byl v lyžařském sportu samoukem, ale na závodech byl dobrým pozorovatelem ostatních, měl dobrou fyzickou kondici, a tak tvrdá práce přinesla Haugovi štěstí. Haug závodil za klub Drafn v Drammenu. Náhlá Haugova smrt v prosinci 1934 v důsledku zánětu plic byla velkou ranou pro norskou veřejnost, která v tomto sportovci ztratila jedinečnou sportovní osobnost.
Sportovní úspěchy slavil Thorleif Haug hlavně v první polovině 20. let. Kromě svých olympijských triumfů se stal celkem šestkrát vítězem běhu na 50 km na významném mítinku v Holmenkollenu u Osla (v letech 1918–1921 a 1923–1924), třikrát zde v letech 1919–1921 vyhrál severskou kombinaci. V roce 1919 získal za své sportovní úspěchy společně se skokanem Otto Aasenem nejvyšší norské lyžařské ocenění - Holmenkollenskou medaili. V roce 1926 získal na Mistrovství světa v klasickém lyžování v Lahti stříbrnou medaili v severské kombinaci.
Mateřský klub T. Hauga v Drammenu pořádá od roku 1966 memoriál nazvaný na jeho počest Thorleif Haugs Minneløp. Závod vede z Geithusu do Drammenu a prochází obcí Årkvisla, v níž Haug žil.

## Thorleif Haug na Zimních olympijských hrách 1924, Chamonix

### Skok na lyžích
Závod ve skoku na lyžích vyhrál Jacob Tullin Thams z Norska, druhý skončil jeho krajan Narve Bonna, bronzová medaile byla předána Thorleifu Haugovi. Až po padesáti letech přiznal MOV chybu ve výpočtu v bodovém hodnocení a na místo Thorleifa Hauga se dostal Američan Anders Haugen, zatímco Haugovi bylo přiřčeno 4. místo. Haugova dcera pak předala otcovu „nezaslouženou“ medaili Andersi Haugenovi.